# Khot (Arménie)
Pour les articles homonymes, voir Khot.
Khot (en arménien Խոտ) est une communauté rurale du marz de Syunik en Arménie. En 2008, elle compte 1 029 habitants.